# Парламентские выборы в Испании (1903)
Парламентские выборы в Испании 1903 года прошли 30 апреля.

## Предыстория
6 декабря 1902 года Совет министров возглавил лидер консерваторов Франсиско Сильвелы-и-Ле Веллёза.
В выборах 1903 года приняла участие фактически новая Либерально-консервативная партия, созданная в результате объединения консерваторов-сильвелистов и либералов-хамасистас во главе с Антонио Маура. Как и на предыдущих выборах, консерваторы из числа сторонников герцога Тетуанского и последователи Франсиско Ромеро Робледо предпочли участвовать в них самостоятельно. Николас Сальмерон и Хоакин Коста создали на базе коалиции «Республиканское объединение» партию Республиканский союз, к которой присоединились часть республиканцев-прогрессистов и независимых республиканцев. Федеративная демократическая республиканская партия во главе с Жозепом Мария Вальесом принимала участие в выборах самостоятельно.

## Результаты
30 апреля были избраны 403 члена Конгресса депутатов.
Победу на выборах одержала Либерально-консервативная партия Франсиско Сильвелы-и-Ле Веллёза. Считая союзников из числа баскских династистов, партия смогла получить 219 мест в Конгрессе депутатов (54,34 %).. Их главным оппонентам, либералам Эухенио Монтеро Риоса, Сехизмундо Морета и Хосе Каналехаса пришлось удовлетвориться 113 местами (28,04 %). Республиканцы, большая часть из которых смогли объединиться в одну партию, смогли увеличить своё представительство в Конгрессе депутатов более чем в два раза.
Итоги выборов в Конгресс депутатов Испании 30 апреля 1903 года
| Партии и коалиции                                            | Партии и коалиции                                   | Партии и коалиции                            | Партии и коалиции                     | Лидер                                  | Голоса | Голоса | Голоса | Места      | Места | Места  |
| Партии и коалиции                                            | Партии и коалиции                                   | Партии и коалиции                            | Партии и коалиции                     | Лидер                                  | #      | %      | +/−    | Места      | +/−   | %      |
| ------------------------------------------------------------ | --------------------------------------------------- | -------------------------------------------- | ------------------------------------- | -------------------------------------- | ------ | ------ | ------ | ---------- | ----- | ------ |
|                                                              |                                                     | Либерально-консервативная партия             | исп. Partido Liberal-Conservador, PLC | Франсиско Сильвела-и-Ле Веллёза        |        |        |        | 219        | ▲135  | 54,34  |
|                                                              | Либерально-реформистская партия                     | исп. Partido Liberal Reformista, PLR         | Франсиско Ромеро Робледо              |                                        |        |        | 7      | ▼1         | 1,74  |        |
|                                                              | Консерваторы-тетуанисты                             | исп. Conservadores "Tetuanistas", T          | Карлос О'Доннелл, герцог Тетуанский   |                                        |        |        | 6      | ▼1         | 1,49  |        |
| Все консерваторы                                             | Все консерваторы                                    | Все консерваторы                             | Все консерваторы                      | Все консерваторы                       |        |        |        | 232        | ▲133  | 57,57  |
|                                                              |                                                     | Либеральная партия                           | исп. Partido Liberal, PL              | Эухенио Монтеро Риос, Сехизмундо Морет |        |        |        | 104        | ▼141  | 25,81  |
|                                                              | Монархическая демократическая партия                | исп. Partido Democrático Monárquico, PDM     | Хосе Каналехас                        |                                        |        |        | 9      | Первый раз | 2,24  |        |
| Все либералы                                                 | Все либералы                                        | Все либералы                                 | Все либералы                          | Все либералы                           |        |        |        | 113        | ▼147  | 28,04  |
|                                                              |                                                     | Республиканский союз                         | исп. Partido Unión Republicana, PUR   | Николас Сальмерон, Хоакин Коста        |        |        |        | 30         | ▲18   | 7,44   |
|                                                              | Федеративная демократическая республиканская партия | исп. Partido Republicano Democrático Federal | Жозеп Мария Вальес                    |                                        |        |        | 7      | ▲5         | 1,74  |        |
| Все республиканцы                                            | Все республиканцы                                   | Все республиканцы                            | Все республиканцы                     | Все республиканцы                      |        |        |        | 37         | ▲20   | 9,18   |
|                                                              |                                                     | Традиционалистское причастие                 | исп. Comunión Tradicionalista, CT     | Матиас Баррио Мьер                     |        |        |        | 7          | ▲1    | 1,74   |
|                                                              | Независимые католики                                | исп. Católico independiente                  | Хоакин Пикавеа                        |                                        |        |        | 5      | ▲3         | 1,24  |        |
|                                                              | Национальная католическая партия                    | исп. Partido Católico Nacional, PCN          | Рамон Носедаль                        |                                        |        |        | 1      | ▼2         | 0,25  |        |
| Все карлисты и традиционалисты                               | Все карлисты и традиционалисты                      | Все карлисты и традиционалисты               | Все карлисты и традиционалисты        | Все карлисты и традиционалисты         |        |        |        | 13         | ▲2    | 3,23   |
|                                                              |                                                     | Регионалистская лига                         | исп. Lliga Regionalista, LR           | Бартомеу Роберт                        |        |        |        | 5          | ▼1    | 1,24   |
| Все регионалисты                                             | Все регионалисты                                    | Все регионалисты                             | Все регионалисты                      | Все регионалисты                       |        |        |        | 5          | ▼1    | 1,24   |
|                                                              | Независимые                                         | Независимые                                  | Независимые                           | Независимые                            |        |        |        | 3          | ▼4    | 0,74   |
|                                                              |                                                     |                                              |                                       |                                        |        |        |        |            |       |        |
| Всего                                                        | Всего                                               | Всего                                        | Всего                                 | Всего                                  | н/д    | 100,00 |        | 403        | ▲1    | 100,00 |
|                                                              |                                                     |                                              |                                       |                                        |        |        |        |            |       |        |
| Источник: - Historia Electoral - Spain Historical Statistics |                                                     |                                              |                                       |                                        |        |        |        |            |       |        |

1. ↑  Включая 3 баскских династистов
2. ↑  Включая 3 либералов-«пуигсерверистов»
3. ↑  Сравниваются результаты Республиканского союза и Республиканской коалиции без учёта депутатов от федералистов

## Результаты по регионам
Консерваторы заняли первое место по количеству избранных депутатов в 35 провинциях. Либеральная партия смогла победить в 8 провинциях. В провинции Мадрид победил Республиканский союз, в провинции Барселона выборы выиграли республиканцы-федералисты, в Наварре победу одержали карлисты. В провинциях Понтеведра и Саламанка мандаты поделили либералы и консерваторы, в Гипускоа — карлисты и независимые католики. В трёх из четырёх крупнейших городов страны выборы выиграли республиканцы. Республиканский союз завоевал 6 мандатов из 8 в Мадриде и все 3 мандата в Валенсии, а также 3 из 7 мандатов в Барселоне. Оставшиеся 4 места в каталонской столице разделили республиканцы-федералисты и Регионалистская лига (впоследствии переименована в Каталонскую лигу). Консерваторы смогли победить только в Севилье (3 мандата из 5), оставшиеся 2 места получили либералы. В Мадриде оставшиеся два мандата поделили либералы и консерваторы.

## После выборов
19 мая 1903 года новым председателем Конгресса депутатов был выбран Раймундо Фернандес Вильяверде (Либерально-консервативная партия), за которого проголосовал 231 парламентарий. 23 октября того же года его сменил Франсиско Ромеро Робледо (Либерально-реформистская партия). Председателем Сената был Марсело Аскаррага (Либерально-консервативная партия), которого в январе 1905 года сменил Луис Пидаль-и-Мон (Либерально-консервативная партия).
Срок полномочий Конгресса депутатов 1903—1905 годов проходил под знаком ожесточённой борьбы внутри консервативного лагеря. 18 июля 1903 года Франсиско Сильвела ушёл в отставку и 20 июля новым главой правительства стал его соратник Раймундо Фернандес Вильяверде. 6 декабря того же 1903 года новым премьер-министром стал консерватор Антонио Маура. 16 декабря 1904 года его на посту главы Совета министров сменил консерватор Марсело Аскаррага. Уже 27 января 1905 года правительство вновь возглавил Фернандес Вильяверде. В конце концов, борьба между регенерационистами во главе с Вильяверде и сторонниками «революции сверху» во главе с Мауро завершилась победой последних. 23 июня 1905 года Вильяверде был вынужден уйти в отставку с поста премьер-министра, покинуть Либерально-консервативную партию и начать формировать свою собственную партию. Впрочем, планам Вильяверде не суждено было сбыться, 15 июля 1905 года он умер.
29 мая 1905 года скончался Франсиско Сильвела-и-Ле Веллёз, один из самых крупных политических и государственных деятелей Испании конца XIX — начала XX века, занимавший посты министра внутренних дел и министра юстиции, дважды возглавлявший правительство.